# Mimosa gratissima
Mimosa gratissima là một loài thực vật có hoa trong họ Đậu. Loài này được Larranaga miêu tả khoa học đầu tiên.